# Tvang til tro er dårers tale
Tvang til tro er dårers tale är en psalm av Nikolaj Frederik Severin Grundtvig, översatt till svenska av Andreas Holmberg med inledningsorden Tvång att tro. 
Psalmen finns inte publicerad i någon av samfunden i Sverige antagen psalmbok.